# 아돌프 부슈

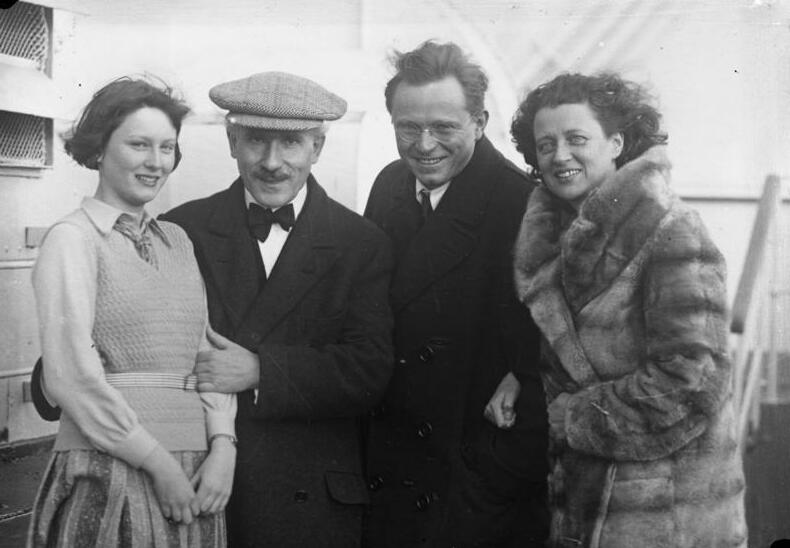
아돌프 부슈와 그의 아내, 딸, 그리고 모자를 쓰고있는 아르투로 토스카니니.

아돌프 부슈(Adolf Busch, Adolf Georg Wilhelm Busch, 1891년 8월 8일 ~ 1952년 6월 9일)는 독일-스위스계 바이올린 연주자, 지휘자, 작곡가이다.
유명한 부슈 현악 4중주단의 창립자이자 제1바이올린 주자이다. 동생인 헤르만 부슈(첼로), 매제(妹弟)인 세르킨(피아노)과의 3중주단 및 부슈 실내관현악단의 주재자로도 알려졌고, 독주자이자 교수로도 이름이 높았다. 명지휘자 프리츠 부슈의 동생이기도 해서 전쟁 때까지 계속해서 독일에 머물러 있었으나, 1940년에 미국으로 건너가 그 곳에서 별세하였다.